# Fernando Vérgez Alzaga
Fernando Vérgez Alzaga (* 1. března 1945, Salamanca) je španělský katolický kněz, od roku 2022 kardinál-jáhen, který je od roku 2021 prezidentem Papežské komise pro Městský stát Vatikán, zároveň prezidentem Governatorátu Městského státu Vatikán.

## Život
Po maturitě se rozhodl vstoupit do řeholní společnosti Legionáři Kristovi, kde v roce 1965 složil slavné sliby. Po studiích v semináři byl roku 1969 vysvěcen na kněze. Poté studoval v Římě na Gregoriánské univerzitě, kde získal licenciát z filosofie a licenciát z teologie, získal také diplom na Vatikánské škole paleografie, diplomatiky a archivnictví. V roce 1972 začal svou službu v římské kurii, v letech 2004-2008 pracoval na úřadě Správy majetku Apoštolského stolce, v letech 2008 - 2013 byl ředitelem Telekomunikačního úřadu vatikánského Governatorátu. Roku 2013 byl jmenován generálním sekretářem Governatorátu Městského státu Vatikán a tuto funkci vykonával do roku 2021. Dne 5. října 2020 jej papež František jmenoval do pětičlenné komise pro vyhrazené záležitosti, rady pro finanční dohled, která má na starosti kontrolu smluv, jež nespadají pod běžné postupy a které se z bezpečnostních důvodů nezveřejňují.Dne 8. září 2021 jej papež František jmenoval prezidentem Governatorátu s platností od 1. října 2021. Od roku 2022 kardinál.Dne 7. března 2023 jej papež František jmenoval členem Rady kardinálů, takzvané C9.

## Kardinálská kreace
V neděli 29. května 2022 papež František ohlásil, že v konzistoři dne 27. srpna 2022 jmenuje 21 nových kardinálů, mezi nimi i Monsignora Vérgeze Alzagu. 